# Éditions Ganndal
Créées en juin 1992 par Aliou Sow, les Éditions Ganndal sont installées à Conakry en Guinée.
Les Éditions Ganndal privilégient l'édition de livres scolaires et parascolaires, la littérature de jeunesse ainsi que des publications en langues africaines.

## Description

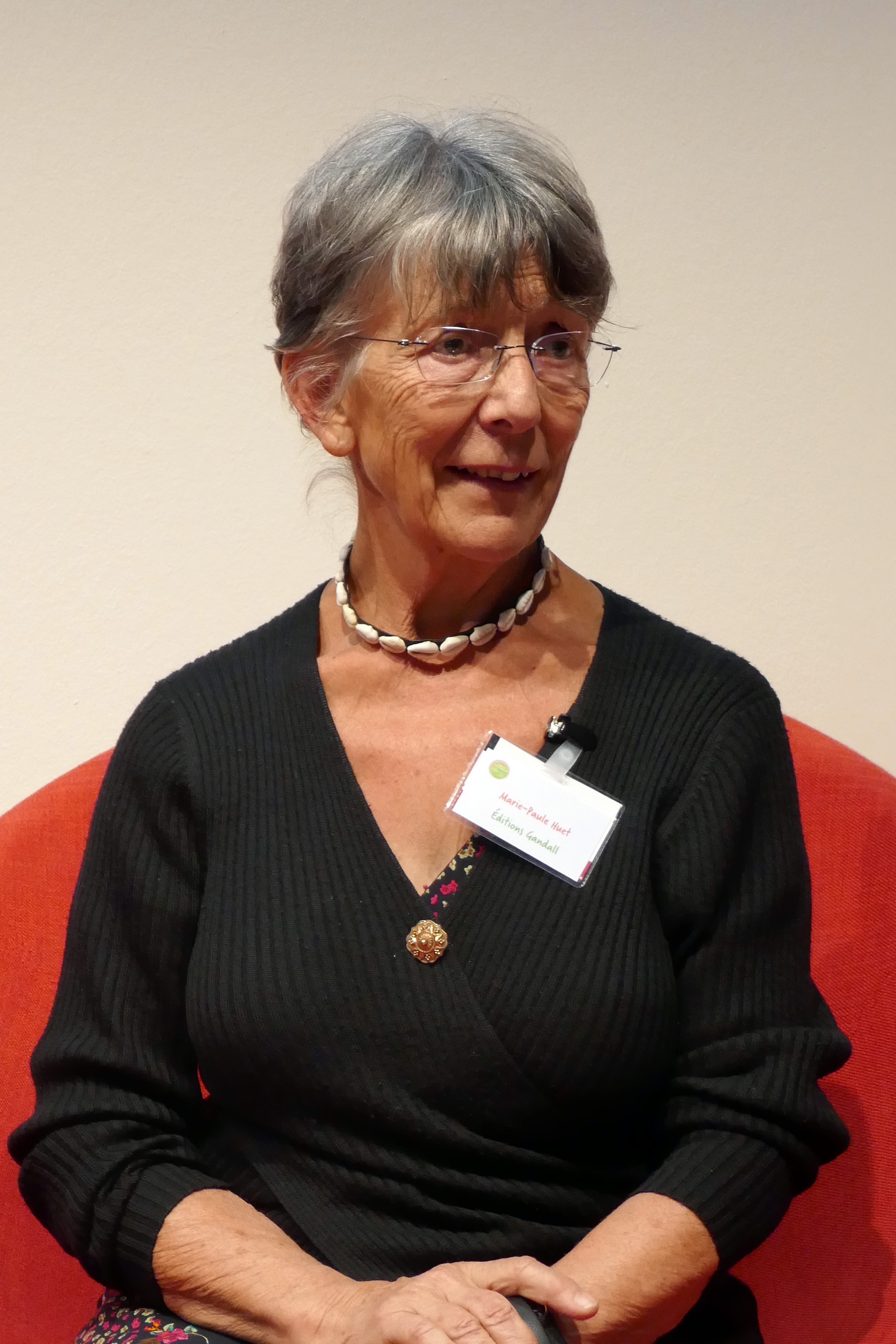
Marie-Paule Huet, directrice littéraire, à la Foire du livre de Francfort 2017.

Cette maison d'édition a développé au fil des années d'importants partenariats avec d'autres maisons d'édition situées en Afrique : (Clairafrique  au Sénégal, ASSELAR éditions et librairie nouvelle au Mali, librairie Notre-Dame, Buffalo, OUF productions, Ruisseaux d'Afrique, écoles au Bénin, éditions Éburnie en Côte d'Ivoire, en France et au Canada : Beauchemin éditeur et d'autres. Des collaborations existent aussi avec des organismes internationaux tels que le FNUAP, l'UNICEF et l'OIF.
Ces différents partenariats portent pour plupart sur la distribution, la commercialisation et la coédition d'ouvrages ainsi que sur la production, diffusion des ouvrages scolaires et l'édition d'ouvrages pour l'initiation des jeunes africains aux technologies de l'information et de la communication.
Éditions Ganndal est membre de nombreuses organisations professionnelles dont : Afrilivres, Alliance des éditeurs indépendants et l'APNET (Réseau des éditeurs Africains).

## Collections
Les principales collections des Éditions Ganndal, par ordre chronologique :
- « Le Scribe et le Griot », créée en 1991 par Kadiatou Bah et Odilon Théa : Recueil de textes écrits par des auteurs africains francophones du Bénin, de la Guinée et du Togo
- « Enjeux planète[4] », créée en 2002. Il s'agit d'une collection mondiale pour une autre mondialisation éditée par un groupement de douze éditeurs indépendants.
- « À saute mouton (coédition) », créée en 2002 par Yves Pinguilly et Sarang Seck avec les illustrations de Florence Koenig.
- « Miroir d'encre », créée en 2002. Écrits par des auteurs maghrébins, ces romans d'aventure pour les collégiens ont été coédités avec les éditions Cérès[5].
- « Le Serin », créée en 2003. Collection destinée aux enfants de la maternelle ou aux lecteurs débutants.
- « La libellule », créée en 2003. Avec des textes un peu plus longs, cette collection est destinée aux enfants qui s'initient à la lecture.
- « Nimba », créée en 2004. Collection qui permet de découvrir le monde insolite des instruments de musique guinéens à travers des histoires merveilleuses.
- « La Case à Palabre », créée en 2006. Collection de textes courts pour enfants qui commencent à lire.
- « Je découvre », créée en 2007. Une collection d'albums illustrés avec soin pour permettre de mieux découvrir aux jeunes le monde qui nous entoure.
- « Go&Gars », créée en 2015. Destinée à un public adolescent et mettant en scène des jeunes qui parlent des sujets qui les concernent et les intéressent.